# Yousif Mirza
Yousif Mohamed Mirza Bani Hammad (Khor Fakkan, 8 oktober 1988) is een voormalig wielrenner uit de Verenigde Arabische Emiraten. Hij was zowel actief op de baan als op de weg. Mirza reed als beroepsrenner voor UAE Team Emirates. Hij is meervoudig kampioen van zijn land, zowel in de wegwedstrijd als het tijdrijden.

## Carrière
In 2015 werd hij tweede tijdens de wegwedstrijd van de Aziatische kampioenschappen. Hiermee dwong hij een ticket af voor de Olympische Zomerspelen 2016. Tijdens de wegwedstrijd op de Olympische ZomerSpelen, in en rond Rio de Janeiro, moest Mirza al snel de wedstrijd staken.
Nadat hij in 2016 uitkwam voor het Nasr Dubai team, maakte hij voor het wielerseizoen 2017 de overstap naar UAE Team Emirates. Hij werd hierdoor de eerste renner van zijn land die uitkomt voor een UCI World Tour-wielerploeg.
Zijn oudere broer Badr is ook actief geweest als wielrenner.

## Palmares

### Baanwielrennen
| Jaar  | NK    | AK                   | WK    | OS    | WB    | Overig                                |
| Elite | Elite | Elite                | Elite | Elite | Elite | Elite                                 |
| ----- | ----- | -------------------- | ----- | ----- | ----- | ------------------------------------- |
| 2015  |       | puntenkoers          |       |       |       |                                       |
| 2016  |       |                      |       |       |       |                                       |
| 2017  |       | puntenkoers          |       |       |       |                                       |
| 2018  |       | puntenkoers · omnium |       |       |       |                                       |
| 2019  |       | omnium               |       |       |       |                                       |
| 2020  |       |                      |       |       |       |                                       |
| 2021  |       |                      |       |       |       |                                       |
| 2022  |       | puntenkoers          |       |       |       | Islamic Solidarity Games: puntenkoers |

### Wegwielrennen

#### Overwinningen
2009 - 1 zege
 Kampioen van de Perzische Golf, ploegentijdrit
2010 - 1 zege
 Nationaal kampioen, wegwedstrijd
2011 - 3 zeges
 Nationaal kampioen, tijdrijden
 Arabisch kampioen, tijdrijden
 Arabisch kampioen, wegwedstrijd
2012 - 6 zeges
 Kampioen van de Perzische Golf, tijdrijden
 Nationaal kampioen, tijdrijden
1e en 2e etappe Ronde van Sharjah
Eindklassement Ronde van Sharjah
3e etappe Ronde van Ijen
2013 - 5 zeges
 Nationaal kampioen, wegwedstrijd
2e etappe Ronde van Sharjah
1e en 2e etappe Ronde van Al Zubarah
Eind- en puntenklassement Ronde van Al Zubarah
2014 - 7 zeges
Bergklassment Ronde van Algerije
 Nationaal kampioen, tijdrijden
 Nationaal kampioen, wegwedstrijd
 Arabisch clubkampioenschap, ploegentijdrit
1e etappe Ronde van Sharjah
Eind- en puntenklassement Ronde van Sharjah
2e en 3e etappe Ronde van Al Zubarah
Puntenklassement Ronde van Al Zubarah
2015 - 1 zege
 Nationaal kampioen, wegwedstrijd
2016 - 3 zeges
 Nationaal kampioen, tijdrijden
 Nationaal kampioen, wegwedstrijd
1e etappe Ronde van Tunesië
2017 - 2 zeges
 Nationaal kampioen, tijdrijden
 Nationaal kampioen, wegwedstrijd
2018 - 3 zeges
 Aziatisch kampioen, wegwedstrijd
 Nationaal kampioen, tijdrijden
 Nationaal kampioen, wegwedstrijd
2019 - 3 zeges
 Nationaal kampioen, tijdrijden
 Nationaal kampioen, wegwedstrijd
5e etappe Ronde van Egypte
2021 - 2 zeges
 Nationaal kampioen, tijdrijden
 Nationaal kampioen, wegwedstrijd
2022 - 2 zeges
 Nationaal kampioen, tijdrijden
 Nationaal kampioen, wegwedstrijd

#### Resultaten in voornaamste wedstrijden
|      | \| Jaar \| Bretagne Classic \| Clásica San Sebastián \| \| ---- \| ---------------- \| --------------------- \| \| 2017 \| \| opgave \| \| 2018 \| \| \| \| 2019 \| \| \| \| 2020 \| \| \| \| 2021 \| opgave \| \| |                       |
| Jaar | Bretagne Classic | Clásica San Sebastián |
| 2017 | | opgave                |
| 2018 | |                       |
| 2019 | |                       |
| 2020 | |                       |
| 2021 | opgave |                       |

## Ploegen
- 2009 –  Doha Team
- 2016 –  Nasr Dubai
- 2017 –  UAE Team Emirates[3]
- 2018 –  UAE Team Emirates
- 2019 –  UAE Team Emirates
- 2020 –  UAE Team Emirates
- 2021 –  UAE Team Emirates
- 2022 –  UAE Team Emirates

Abduljanan · Al Bourdainy · Al Moraqab · Alawi · M. Bani Hammad · Y. Bani Hammad · Belhani · Ben Hassine · Chtioui · Esmaeili · Hannachi · Hasanin · Lagab · Madani · Said · Shekhoni
Aït el Abdia · Atapuma · Bono · Consonni · Conti · Costa · Đurasek · Ferrari · Ganna · Guardini · Kump · Laengen · Marcato · Meintjes · Mirza · Modolo · Mohorič · Mori · Niemiec · Petilli · Polanc · Ravasi · Swift · Troia  · Ulissi · Zurlo · Lizde (stagiair) · Raboesjenka (stagiair) · Romano (stagiair)
Aït el Abdia · Aru · Atapuma · Bono · Bystrøm · Consonni · Conti · Costa · Đurasek · Ferrari · Ganna · Kristoff  · Laengen · Marcato · Martin · Mirza · Mori · Niemiec · Petilli · Polanc · Ravasi · Raboesjenka · Sutherland · Swift · Troia  · Ulissi
Aru · Bohli · Bystrøm · Consonni · Conti · Costa · Đurasek · Ferrari · Gaviria · Henao · Kristoff · Laengen · Marcato · Martin · Mirza · Molano · Mori · Muñoz · I. Oliveira · R. Oliveira · Petilli · Philipsen · Pogačar · Polanc · Ravasi · Raboesjenka · Sutherland · Troia  · Ulissi
Ardila · Aru · Bjerg · Bohli · Bystrøm · Conti · Costa · Covi · De la Cruz · Dombrowski · Formolo · Gaviria · Henao · Kristoff · Laengen · Marcato · McNulty · Mirza · Molano · Muñoz · I. Oliveira · R. Oliveira · Philipsen · Pogačar · Polanc · Ravasi · Raboesjenka · Richeze · Troia · Ulissi
Ardila · Ayuso (vanaf 15 juni) · Bjerg · Bystrøm · Conti · Costa · Covi · De la Cruz · Dombrowski · Fisher-Black (vanaf 14 juli) · Formolo · Gaviria · Gibbons · Hirschi · Kristoff · Laengen · Majka · Marcato · McNulty · Mirza · Molano · Muñoz · I. Oliveira · R. Oliveira · Pogačar · Polanc · Raboesjenka · Richeze · Trentin · Troia · Ulissi· Groß (stagiair)
Ackermann · Almeida · Ardila · Ayuso · Bennett · Bjerg · Brunel (tot 2/6) · Costa · Covi · Fisher-Black · Formolo · Gaviria · Gibbons · Groß · Hirschi · Hodeg · Laengen · Majka · McNulty · Mirza · Molano · I. Oliveira · R. Oliveira · Pogačar · Polanc · Richeze · Soler · Suter · Trentin · Troia · Ulissi · Andersen (stagiair) · Kluckers (stagiair) · Knight (stagiair)